# دانشگاه پلی‌تکنیک سالزیانا

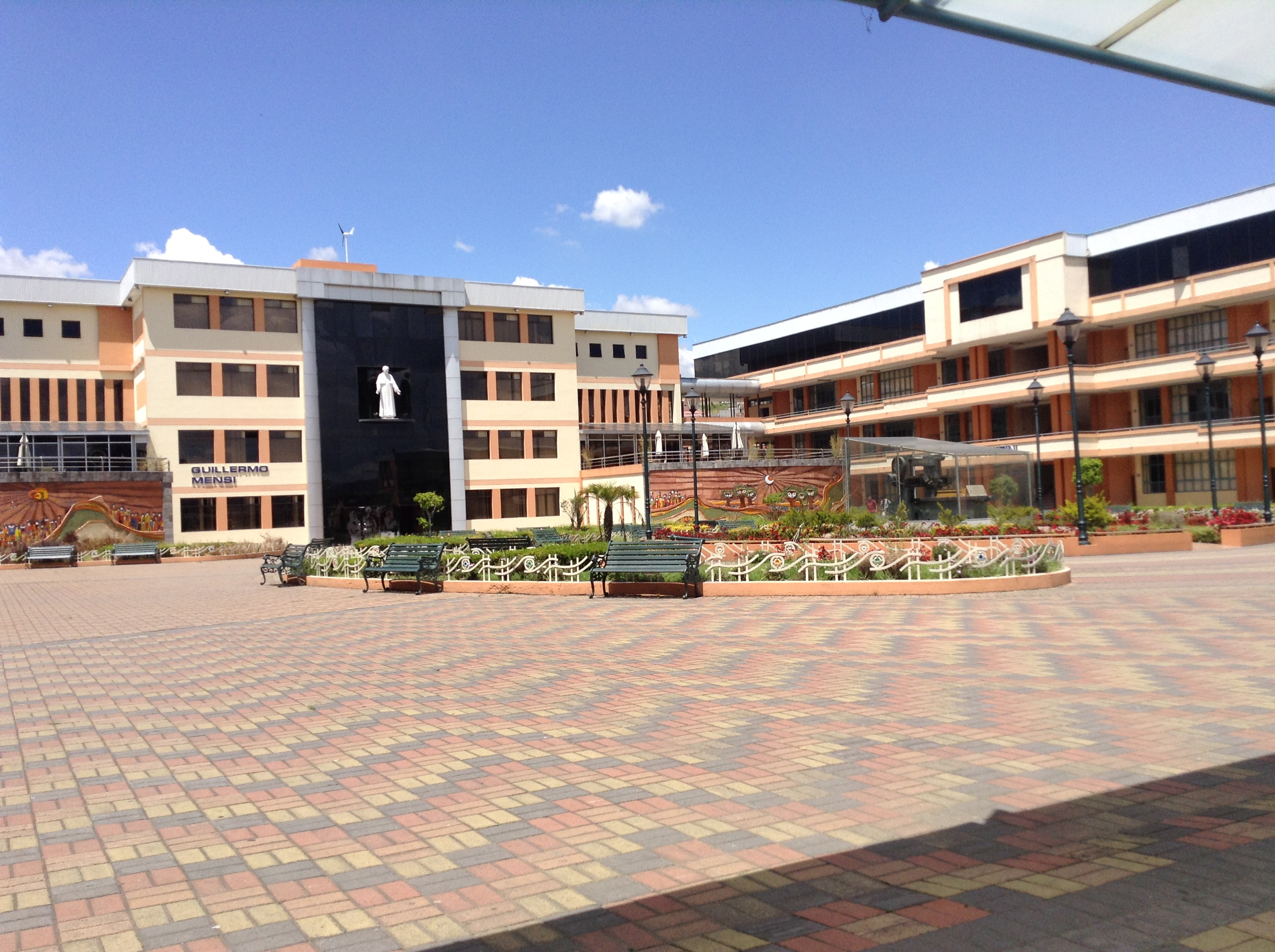
دانشگاه پلی تکنیک سالزیانا 2016

دانشگاه پلی‌تکنیک سالزیانا (به اسپانیایی: Universidad Politécnica Salesiana) یک دانشگاه در اکوادور است که در کوانکا واقع شده‌است.